# Vitali Skakoune
Vitali Volodymyrovytch Skakoune (en ukrainien : Віталій Володимирович Скакун), né le 19 août 1996 et mort le 24 février 2022, est un ingénieur de combat naval ukrainien.

## Jeunesse
Vitalii Skakun est né le 19 août 1996 à Berejany,. Il a fréquenté l'école no 3 de Berejany où sa mère était enseignante. Diplômé de l'école professionnelle supérieure de Lviv no 20 où il a étudié pour devenir soudeur, il est diplômé de l'Université nationale polytechnique de Lviv.

## Carrière
Lors de l'invasion de l'Ukraine par la Russie de 2022, le bataillon de Skakun est déployé pour protéger la ville d'Henitchesk, située près de l'isthme de Perekop. Alors qu'une colonne blindée russe s'approche de la position, les forces ukrainiennes décident de détruire le pont Henichesk, afin de ralentir l'avancée des troupes russes avançant vers le nord depuis la Crimée lors de l'offensive de Kherson. Vitali Skakoune, un ingénieur de combat, se porte volontaire pour placer des mines sur le pont.
Le 24 février 2022, après avoir placé les explosifs, il n'a pas le temps de se retirer du pont. Après avoir envoyé un texto à ses camarades soldats, il fait exploser les mines en se tuant et en détruisant le pont. Ses actions ont ralenti l'avance russe, permettant à son bataillon de se regrouper.
Le 26 février 2022, il reçoit à titre posthume l'Ordre de l'étoile d'or, la version militaire du titre de Héros d'Ukraine, par le président ukrainien Volodymyr Zelensky,.